# Wereldkampioenschappen roeien 2006
De 36e editie van de wereldkampioenschappen roeien werden gehouden van 20 tot en met 27 augustus 2006. Het jaarlijkse roeievenement had plaats op het Dorney Lake in Eton, Groot-Brittannië.
Het toernooi staat onder auspiciën van de wereldroeifederatie FISA.

## Medaillewinnaars

### Mannen
| Bootklasse              | Goud | Goud    | Zilver | Zilver  | Brons | Brons   |
| Skiff M1x               | Nieuw-Zeeland Mahe Drysdale | 6.35,40 | Duitsland Marcel Hacker | 6.35,49 | Tsjechië Ondřej Synek | 6.37,51 |
| Lichte skiff LM1x       | Verenigd Koninkrijk Zac Purchase | 6.47,82 | Spanje Juan Zunzunegui Guimerans | 6.50,14 | Nieuw-Zeeland Duncan Grant | 6.52,73 |
| Dubbel twee M2x         | Frankrijk Jean-Baptiste Macquet Adrien Hardy | 6.07,60 | Slovenië Luka Špik Iztok Čop | 6.09,79 | Verenigd Koninkrijk Matthew Wells Stephen Rowbotham | 6.10,95 |
| Twee zonder M2-         | Australië Drew Ginn Duncan Free | 6.18,00 | Nieuw-Zeeland Nathan Twaddle George Bridgewater | 6.19,13 | Canada Kevin Light Malcolm Howard | 6.21,83 |
| Twee met M2+            | Servië en Montenegro Nikola Stojic Jovan Popovic Ivan Ninkovic                                                                                        | 6.51,27 | Italië Francesco Gabriele Dario Cerasola Andrea Riva | 6.54,39 | Canada James Byrnes Derek O'Farrell Brian Price | 6.55,41 |
| Lichte dubbel twee LM2x | Denemarken Mads Rasmussen Rasmus Quist | 6.11,42 | Italië Marcello Miani Elia Luini | 6.14,90 | Frankrijk Fabrice Moreau Frederic Dufour | 6.15,94 |
| Lichte twee zonder LM2- | Duitsland Ole Rueckbrodt Felix Otto | 6.28,41 | Spanje Juan Manuel Florido Pellon Jesus Gonzalez Alvarez | 6.30,17 | Italië Andrea Caianiello Salvatore Di Somma | 6.30,64 |
| Dubbel vier M4x         | Polen Konrad Wasielewski Marek Kolbowicz Michal Jelinksi Adam Korol                                                                                   | 5.38,99 | Oekraïne Volodymyr Pavlovskyi Dmytro Prokopenko Sergiy Biloushchenko Sergiy Gryn                                                                                          | 5.40,47 | Estland Allar Raja Igor Kuzmin Tõnu Endrekson Andrei Jämsä | 5.41,23 |
| Vier zonder M4-         | Verenigd Koninkrijk Steve Williams Pete Reed Alex Partridge Andrew Triggs-Hodge                                                                       | 5.43,75 | Duitsland Gregor Hauffe Toni Seifert Urs Käufer Filip Adamski | 5.44,64 | Nederland Geert Cirkel Jan-Willem Gabriëls Matthijs Vellenga Gijs Vermeulen                                                                                    | 5.45,54 |
| Vier met M4+            | Duitsland Jan Martin Bröer Matthias Flach Philipp Naruhn Florian Eichner Martin Sauer                                                                 | 6.05,77 | Canada Max Lang Chris Aylard Robert Gibson Will Crothers Stephen Cheng | 6.06,47 | Nieuw-Zeeland James Dallinger Steven Cottle Paul Gerritsen Dane Boswell Daniel Quigley                                                                         | 6.07,37 |
| Lichte dubbel vier LM4x | Italië Gardino Pellolio Daniele Gilardoni Luca Moncada Daniele Danesin                                                                                | 5.53,83 | Duitsland Kai Anspach Martin Rückbrodt Knud Lange Christoph Schregel | 5.55,87 | Frankrijk Bastien Tabourier Quentin Colard Maxime Goisset Remi Di Girolamo                                                                                     | 5.57,42 |
| Lichte vier zonder LM4- | China Zhongming Huang Chongkui Wu Zhang Lin Jun Tian                                                                                                  | 5.49,43 | Frankrijk Franck Solforosi Jeremy Pouge Jean-Christophe Bette Fabien Tilliet                                                                                              | 5.51,26 | Ierland Gearoid Towey Eugene Coakley Richard Archibald Paul Griffin                                                                                            | 5.51,35 |
| Acht M8+                | Duitsland Jörg Dießner Sebastian Schulte Stephan Koltzk Philipp Stüer Jan Tebrügge Ulf Siemes Thorsten Engelmann Bernd Heidicker Peter Thiede         | 5.21,85 | Italië Lorenzo Carboncini Niccola Mornati Luca Agamennoni Alessio Sartori Mario Palmisano Dario Dentale Pierpaolo Frattini Carlo Mornati Gaetano Iannuzzi                 | 5.23,29 | Verenigde Staten Paul Daniels Matt Deakin Steve Coppola Jr Kenneth Jurkowski Giuseppe Lanzone Daniel Walsh Beau Hoopman Marcus McElhenney Christopher Liwski   | 5.24,14 |
| Lichte acht LM8+        | Italië Luigi Scala Giorgio Tuccinardi Livio La Padula Franco Sancassani Martino Goretti Michele Savrie Jiri Vlcek Fabrizio Gabriele Andrea Lenzi (st) | 5.36,35 | Duitsland Marc Rippel Christian Scherhag Bjoern Steinfurth Alexander Bernhardt Jost Schoeman-Finck Matthias Schoeman-Finck Lutz Ackermann Matthias Veit Felix Erdman (st) | 5.38,48 | Polen Tomasz Kowalik Lukasz Siemion Mariusz Stanczuk Jaroslaw Bielaszewski Szymon Wisniewski Maciej Madej Lukasz Pawlowski Cezary Mrozowicz Rafal Wozniak (st) | 5.38,71 |

### Vrouwen
| Bootklasse              | Goud | Goud    | Zilver | Zilver  | Brons | Brons   |
| Skiff W1x               | Wit-Rusland Jekaterina Chodotovitsj-Karsten                                                                                                | 7.11,02 | Tsjechië Mirka Knapkova | 7.15,02 | Zweden Frida Svensson | 7.18,35 |
| Lichte skiff LW1x       | Nederland Marit van Eupen | 7.32,26 | Duitsland Berit Carow | 7.33,61 | Spanje Teresa Mas De Xaxars                                                                                               | 7.34,98 |
| Dubbel twee W2x         | Australië Liz Kell Brooke Pratley | 6.47,67 | Duitsland Britta Oppelt Susanne Schmidt | 6.47,95 | Nieuw-Zeeland Georgina Evers-Swindell Caroline Evers-Swindell                                                             | 6.48,82 |
| Twee zonder W2-         | Canada Darcy Marquardt Jane Rumball | 6.54,68 | Nieuw-Zeeland Juliette Haigh Nicky Coles | 6.56,72 | Duitsland Nicole Zimmerman Elke Hipler                                                                                    | 6.57,11 |
| Lichte dubbel twee LW2x | China Dongxiang Xu Shimin Yan | 6.55,12 | Australië Marguerite Houston Amber Halliday | 6.56,57 | Griekenland Chrysi Biskitzi Alexandra Tsiavou                                                                             | 6.57,14 |
| Dubbel vier W4x         | Verenigd Koninkrijk Debbie Flood Sarah Winckless Frances Houghton Katherine Grainger                                                       | 6.12,50 | Australië Catriona Sens Sonia Mills Dana Faletic Sally Kehoe                                                                                    | 6.13,99 | Duitsland Christiane Huth Magdalena Schmude Jeannine Hennicke Stephanie Schiller                                          | 6.14,67 |
| Vier zonder W4-         | Australië Robyn Selby Smith Jo Lutz Amber Bradley Kate Hornsey                                                                             | 6.25,35 | China Fei Yu Meng Li Tong Li Xiuhua Luo | 6.26,75 | Verenigde Staten Portia Johnson Erin Cafaro Esther Lofgren Rachel Jeffers                                                 | 6.28,66 |
| Lichte dubbel vier LW4x | China Hua Yu Haixia Chen Xuefei Fan Jing Liu                                                                                               | 6.23,96 | Denemarken Kirsten Jepsen Sine Christiansen Katrin Olsen Juliane Rasmussen                                                                      | 6.28,16 | Verenigd Koninkrijk Laura Ralston Lindsay Dick Hester Goodsell Sophie Hosking                                             | 6.30,02 |
| Acht W8+                | Verenigde Staten Brett Sickler Megan Cooke Anna Goodale Lindsay Shoop Anna Mickelson Susan Francia Caroline Lind Caryn Davies Mary Whipple | 5.55,50 | Duitsland Nina Wengert Johanna Rönfeldt Christina Gerking Nadine Schmultzer Lenka Wech Maren Derlien Nicole Zimmerman Elke Hipler Annina Ruppel | 5.57,29 | Australië Jo Lutz Robyn Selby Smith Amber Bradley Kate Hornsey Emily Martin Sarah Cook Kim Crow Sarah Heard Lizzy Patrick | 6.00,29 |

## Medailleklassement
| Plaats | Land                | Goud | Zilver | Brons | Totaal |
| 1      | Duitsland           | 3    | 7      | 1     | 11     |
| 2      | Australië           | 3    | 1      | 2     | 6      |
| 3      | China               | 3    | 1      | 0     | 4      |
| 4      | Italië              | 2    | 3      | 1     | 6      |
| 5      | Verenigd Koninkrijk | 2    | 1      | 2     | 5      |
| 6      | Nieuw-Zeeland       | 1    | 2      | 3     | 6      |
| 7      | Canada              | 1    | 1      | 2     | 4      |
| 7      | Frankrijk           | 1    | 1      | 2     | 4      |
| 9      | Denemarken          | 1    | 1      | 0     | 2      |
| 10     | Verenigde Staten    | 1    | 0      | 2     | 3      |
| 11     | Nederland           | 1    | 0      | 1     | 2      |
| 11     | Polen               | 1    | 0      | 1     | 2      |
| 13     | Rusland             | 1    | 0      | 0     | 1      |
| 13     | Servië              | 1    | 0      | 0     | 1      |
| 13     | Wit-Rusland         | 1    | 0      | 0     | 1      |
| 16     | Spanje              | 0    | 2      | 1     | 3      |
| 17     | Tsjechië            | 0    | 1      | 1     | 2      |
| 18     | Slovenië            | 0    | 1      | 0     | 1      |
| 18     | Oekraïne            | 0    | 1      | 0     | 1      |
| 20     | Estland             | 0    | 0      | 1     | 1      |
| 20     | Griekenland         | 0    | 0      | 1     | 1      |
| 20     | Ierland             | 0    | 0      | 1     | 1      |
| 20     | Zweden              | 0    | 0      | 1     | 1      |
| Totaal | Totaal              | 23   | 23     | 23    | 69     |

Edities

1962 Luzern · 
1966 Bled · 
1970 St. Catharines · 
1974 Luzern · 
1975 Nottingham · 
1976 Villach · 
1977 Amsterdam · 
1978 Hamilton (alleen zwaar) · 
1978 Kopenhagen (alleen licht) · 
1979 Bled · 
1980 Hazewinkel · 
1981 München · 
1982 Luzern · 
1983 Duisburg · 
1984 Montréal · 
1985 Hazewinkel · 
1986 Nottingham · 
1987 Kopenhagen · 
1988 Milaan · 
1989 Bled · 
1990 Lake Barrington · 
1991 Wenen · 
1992 Montréal · 
1993 Račice · 
1994 Indianapolis · 
1995 Tampere · 
1996 Motherwell · 
1997 Aiguebelette · 
1998 Keulen · 
1999 St. Catharines · 
2000 Zagreb · 
2001 Luzern · 
2002 Sevilla · 
2003 Milaan · 
2004 Banyoles · 
2005 Gifu · 
2006 Eton · 
2007 München · 
2008 Ottensheim · 
2009 Poznań · 
2010 Hamilton · 
2011 Bled · 
2012 Plovdiv · 
2013 Chungju · 
2014 Amsterdam ·
2015 Aiguebelette ·
2016 Rotterdam ·
2017 Sarasota ·
2018 Plovdiv ·
2019 Ottensheim ·
2020 Bled ·
2021 Shanghai ·
2022 Račice ·
2023 Belgrado ·
2024 St. Catharines ·
2025 Shanghai · 
2026 Amsterdam

Onderdelen

Skiff · 
Lichte skiff · 
Dubbel twee · 
Lichte dubbel twee · 
Twee zonder · 
Lichte twee zonder · 
Twee met

Dubbel vier · 
Dubbel vier met · 
Lichte dubbel vier · 
Vier zonder · 
Lichte vier zonder · 
Vier met · 
Acht · 
Lichte acht